# Zoltan Kabok
Zoltan Kabok, hrvatski novinar, ratni dopisnik iz Domovinskoga rata, Bosne i Hercegovine i Kosova. Izvještavao iz Pustinjske Oluje u Iraku, Mosul, Kirkuk, Dohuk, Sjeverni Kurdistan. Izvještavao iz Sirije, Afghanistana te o završnim akcijama za oslobađanje Mosula u Iraku od ISIL-a.
Tijekom rata u BiH bio je u muslimanskom zarobljeništvu prilikom ulaska u Jajce. 
Prvi je novinar jedne strane novinske redakcije koji je ušao u Darfur (Sudan), nakon petnaest mjeseci sukoba između lokalnih policija i vladine vojske odane službenome Khartoumu. Izravno je pratio narančastu revoluciju u Ukrajini, referendum o neovisnosti Krima, pobunu na istoku Ukrajine (Donetsk i Luhansk) te krizu oko iranskoga nuklearnog programa. Izvještavao je iz Teherana.
2017. i 2018. dobitnik je nagrade Joško Martinović za reportaže godine. Više puta nominiran za TV novinara godine u anketama "Jutarnjeg lista" i "Večernjeg lista". 2015. osvaja "Večernjakovu ružu" za radijsku emisiju "U mreži prvog".
Novinarstvom se počeo baviti 1986. godine u Slobodnoj Dalmaciji. Dvije godine nakon toga prelazi na Radio Šibenik. Od 1993. zaposlen na HRT-u. Od 1996. akreditirani je novinar u uredu Predsjednika dr. Franje Tuđmana, gdje ostaje do njegove smrti 10. prosinca 1999. godine.
Nakon dugogodišnje poslovne suradnje s HRT-om, 2018. prelazi na RTL, koju napušta u siječnju 2019. 
Oženjen je i otac dvoje djece.